# Varioaltímetro

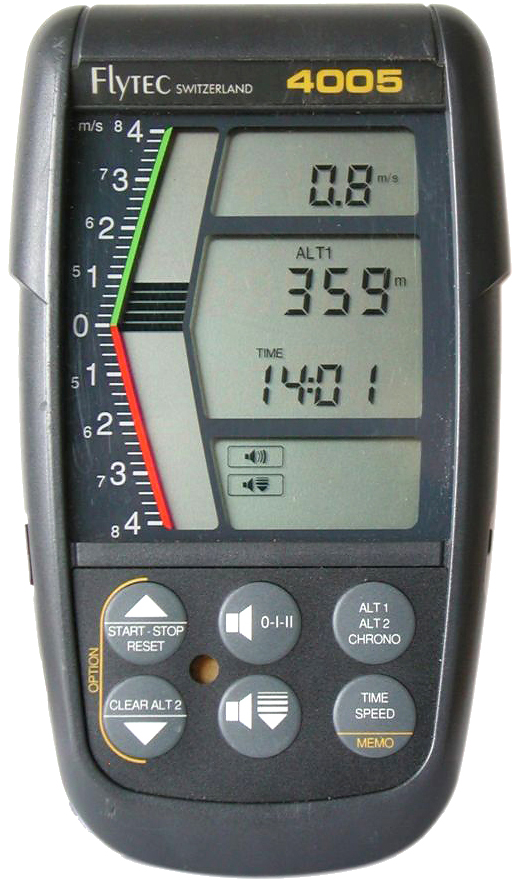
Varíómetro de Parapente o Ala delta

El varioaltímetro o variómetro de parapente es un aparato dotado de un sensor de presión atmosférica, muy sensible, que unido a dispositivos electrónicos permite al piloto de avión,  planeador o parapente determinar a qué velocidad vertical se mueve dentro de la masa de aire referenciado al suelo, ya que el instrumento no compensa la tasa de caída del ala.  
Además, en el caso de los dos últimos aparatos, una alarma acústica, con un tono de mayor frecuencia para el ascenso y otro para el descenso, permite centrar las corrientes térmicas para ganar altura o acelerar para salir de las descendencias. 

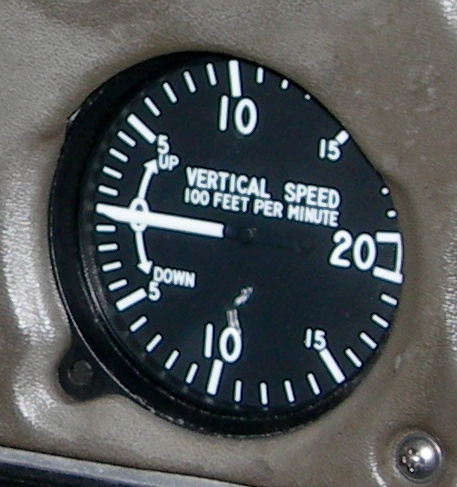
variómetro de avión

En combinación con un termómetro puede proporcionar el gradiente de temperatura, lo que suministra una información adicional muy útil para saber a qué altitud puede llegar a subir la térmica.
Este aparato se ha sofisticado mucho gracias a la miniaturización electrónica y la aparición del GPS. Así, unido a un GPS, por ejemplo, puede proporcionar información de dónde se han disparado térmicas en otras ocasiones o si es más rentable en términos de planeo navegar viento en cola en línea recta o realizando giros de 360 grados si la ascendencia no es muy acusada pero sí existe un viento horizontal potente (también llamados anillos McReady). Una pantalla digital ofrece todos estos parámetros, altura, velocidad ascensional, tiempo de vuelo, ascendencia media y ascendencia puntual, etc. También se le puede adosar una sonda para que proporcione la velocidad respecto al viento (velocidad relativa) que puede diferir con la velocidad respecto al suelo si la masa horizontal de aire está en movimiento. Se mide en metros y metros/segundo.